# Leon Jensen (Fußballspieler)
Leon Jensen (* 19. Mai 1997 in Mannheim) ist ein deutscher Fußballspieler, der bei Hertha BSC unter Vertrag steht.

## Leben
Jensen wurde in Mannheim geboren, als sein Vater Martino Gatti, ebenfalls ein Profi-Fußballspieler, beim FC Homburg aktiv war. Bereits im Alter von einem Monat zog er nach Berlin, da sein Vater dorthin wechselte, und wuchs dort anschließend auf.

## Karriere
Jensen spielte bei den B-Junioren von Tennis Borussia Berlin. Im Jahr 2014 wechselte er zu den A-Junioren von Hertha BSC, mit denen er in der U-19-Bundesliga Nord/Nordost in den Spielzeiten 2014/15 und 2015/16 jeweils den dritten Platz belegte. 2015 gewann er mit der Mannschaft den DFB-Junioren-Pokal und zog bei diesem Wettbewerb 2016 erneut bis ins Endspiel ein.
Im Sommer 2016 verpflichtete ihn der SV Werder Bremen für seine zweite Mannschaft in der 3. Liga. Im ersten Spiel der Saison 2016/17 gegen die SF Lotte sah er wegen einer Tätlichkeit gleich die rote Karte. Vor allem in der Rückrunde der Saison kam er zu weiteren Einsätzen, wobei er meist eingewechselt wurde. In der Spielzeit 2017/18 kam er auf 32 Einsätze und schoss 4 Tore.
Im Sommer 2018 wechselte Jensen zum luxemburgischen Meister F91 Düdelingen in die BGL Ligue. Hier konnte er das Triple aus Meisterschaft, Pokal und Ligapokal feiern und wurde zweimal in der Gruppenphase der Europa League gegen Olympiakos Piräus und Betis Sevilla eingesetzt. Zur Saison 2019/20 nahm ihn dann Drittligist FSV Zwickau unter Vertrag. Dort konnte er sich zunächst als Stammspieler durchsetzen, während seiner zweiten Saison verlor er jedoch ab Januar 2021 seinen Stammplatz.
Im Sommer 2021 verpflichtete ihn der Zweitligist Karlsruher SC. Während der Saisonvorbereitung verletzte er sich bei einem Testspiel gegen Türkgücü München ohne Gegnereinwirkung am Kreuzband und fiel die gesamte Spielzeit verletzungsbedingt aus. Nach über einem Jahr Pause kehrte er in der Saison 2022/23 zurück auf den Platz und konnte sich ab März 2023 als regelmäßiger Startelfspieler durchsetzen.
Im Sommer 2025 kehrte er zu seinem Jugendverein Hertha BSC zurück und unterschrieb dort einen Vertrag bis 2027.

## Erfolge
- Deutscher A-Junioren DFB-Pokalsieger: 2015
- Luxemburgischer Ligapokalsieger: 2018
- Luxemburgischer Meister: 2019
- Luxemburgischer Pokalsieger: 2019